# Christian Fernández Salas
Christian Fernández Salas, noto come Bolaño (Santander, 15 ottobre 1985), è un ex calciatore spagnolo, di ruolo difensore.